# Gemelli Ruggeri
I Gemelli Ruggeri sono un duo comico italiano formato nel 1979 a Bologna da Eraldo Turra (Bologna, 4 gennaio 1955) e Luciano Manzalini (Milano, 1º gennaio 1952).

## Storia
Il duo esordì nel cabaret in spettacoli teatrali allestiti insieme a Patrizio Roversi, Syusy Blady e Vito del gruppo Gran Pavese Varietà. Il gruppo esordì in televisione nel 1982 in alcune puntate del programma Blitz condotto da Gianni Minà. Durante gli anni ottanta oltre a televisione e teatro fecero anche cinema; in teatro recitarono nella commedia Tarzan delle scimmie di Roberto Cimetta, alla quale seguirono altri spettacoli in cui hanno modo di sperimentare la loro comicità surreale, che spesso sfrutta le diverse caratteristiche fisiche dei due (uno è grasso, l'altro magrissimo). 
In televisione partecipano a Drive In e, insieme a tutto il gruppo del Gran Pavese, al programma Lupo solitario, in cui impersonano gli improbabili corrispondenti della televisione di Stato di Croda, un immaginario paese dell'Europa Orientale, i quali, evidentemente per carenza di personale, sono costretti ad assumere i ruoli più disparati (burattinai (Mitri Dimitri e Poldo), vignettisti, attori, cantanti (in un videoclip realizzato dall'Ente del Turismo di Croda, Sotto il cielo di Croda, utilizzato come sigla di chiusura del programma L'araba fenice)), esprimendosi in un gramelot pseudo-slavo, nel quale la parola cucurnia rappresenta l'insulto peggiore che si possa rivolgere a una persona; la stessa gag sarà riproposta l'anno successivo ne L'araba fenice, trasmissione che comprende lo stesso cast, arricchito di molti altri personaggi, e che nasce in sostituzione di Matrjoska, programma che non venne mai trasmesso.
Nel 1985 furono testimonial in uno spot pubblicitario della Austin Metro. Sempre nel 1985 presentano al Teatro comunale di San Lazzaro di Savena la finale della prima edizione del concorso per comici La Zanzara d'oro. Al cinema esordiscono nel film Notte italiana di Carlo Mazzacurati (1987), seguito da Mortacci di Sergio Citti, Affetti speciali di Felice Farina, Sposi di Luciano Manuzzi. Il solo Turra, insieme a Vito, partecipa poi nel 1989 a La voce della luna di Federico Fellini. Per la televisione nel 1991 fanno parte del cast della miniserie Fantaghirò, dove recitano nel ruolo di indovini di corte e a varie trasmissioni (Non necessariamente, 1986 e Tam tam village, 1990, Saxa Rubra, 1994, e dal 1995 al 2000, a varie edizioni di Quelli che il calcio, per poi passare a Colorado cafè.
Eraldo Turra conduce insieme a Dario Pattacini, una trasmissione radiofonica, Radio Lattemiele, e, tra il 2005 e il 2007,  interpreta la parte del ristoratore Alceste nella serie televisiva Nebbie e delitti. In teatro hanno collaborato anche con il gruppo di cabaret bolognese Oblivion. Nel 2017 Luciano Manzalini è interprete, accanto a Syusy Blady, della docummedia La Signora Matilde. Gossip dal Medioevo di Marco Melluso e Diego Schiavo, sulla grancontessa Matilde di Canossa. Nuovamente insieme sul grande schermo, i Gemelli Ruggeri interpretano due improbabili v-blogger in Il conte magico, docummedia del 2019 di Marco Melluso e Diego Schiavo, sulla vita di Cesare Mattei.

## Opere letterarie
- Bologna ride. Le origini, i luoghi, i personaggi del cabaret - Eraldo Turra e Lorenzo Arabia, Minerva, 2010.

## Filmografia
- Notte italiana (1987)
- Sposi (1987)
- Mortacci (1989)
- Affetti speciali (1989)
- La voce della Luna (1990)
- Fantaghirò (miniserie tv, 1991)
- La Signora Matilde. Gossip dal Medioevo (solo Manzalini, 2017)
- I ragazzi dello Zecchino d'Oro (solo Turra, 2019)
- Il conte magico (2019)
- Vecchie canaglie (solo Manzalini, 2022)

## Discografia
Singoli
- 1987 - Sotto il cielo di Croda/Love in Portofino
- 1993 - Basta

Partecipazioni
- 1987 - Lupo Solitario

## Videografia
- 1984 - Video di Ci stiamo sbagliando di Luca Carboni

## Spot pubblicitari
- Austin Rover Metro (1985)
- Acqua Vera (inizio anni 90)